# مارتین ام‌اس
مارتین ام‌اس (به انگلیسی: Martin MS) یک هواگرد ساختِ کارخانهٔ گلن ال. مارتین کمپانی در کشور ایالات متحده آمریکا است. نخستین استفاده‌کنندهٔ این هواگرد نیروی دریایی ایالات متحده آمریکا بوده‌است. این هواگرد برای نخستین بار در ۱۹۲۳ میلادی مورد استفاده قرار گرفت.